# Acacia resinicostata
Acacia resinicostata é uma espécie de leguminosa do gênero Acacia, pertencente à família Fabaceae.